# 天主教魁北克總教區
天主教魁北克總教區（拉丁語：Archidioecesis Quebecensis）是羅馬天主教以加拿大魁北克省會魁北克為中心的一個總教區，下轄三個教區。
2010年有教友1,040,690人，佔轄區總人口87.1%。教區下轄219個堂區，有701名司鐸。現任總主教為吉拉·拉克鲁瓦樞機，輔理主教為馬爾谷·佩爾沙和瑪定·拉利伯爾特。
1658年4月11日建立新法蘭西宗座代牧區，1674年10月1日升為教區，首位主教是聖方濟各·拉瓦爾。是墨西哥以北的美洲最古老的天主教教區。1819年1月12日升為總教區。1956年1月24日起，總主教也獲得了加拿大首席主教的名銜。